# Burgruine Rotenfels
Die Burgruine Rotenfels, auch Alt-Waxenberg genannt, ist die Ruine einer Höhenburg auf 740 m ü. A. in der Nähe von Herzogsdorf im Mühlviertel in Oberösterreich. Man erreicht das Gemäuer, wenn man von dem Bauernhof Buchholz 45 dem in den Wald führenden Weg immer geradeaus folgt nach ca. 700 m. Die Burg wurde um 1136 errichtet, nach rund 160 Jahren verlassen und verfiel im Laufe der Zeit. 

## Name
Beim Burgnamen Rotenfels handelt es sich um einen Lagenamen. Gebildet wurde die Fügung aus mhd. rôt (= rot) und mhd. vels (= Fels). Durch die im Mittelalter übliche dativische Ortsnennung entstand das zusammengezogene „(zum) roten-Fels“, das auf wenigstens einen Felsen rötlichen (z. B. eisenhaltigen) Gesteins hindeuten könnte.
Die Burg stellte zugleich den höchsten Punkt der Herrschaft Waxenberg dar, daher auch der Name Hochhaus, unter dem sie heute in der Bevölkerung geläufig ist.

## Geschichte
| Jahr | Urkundliche Bezeichnung |
| ---- | ----------------------- |
| 1146 | Rotenvels               |
| 1206 | Rotinvels               |
| 1250 | Rotenvels               |
| 1499 | Rotenfelß               |

Es ist nicht überliefert, wer die Burg errichtet hat. Die erste Erwähnung war um 1136, als ein Colo de Rotenvelse als Inhaber erwähnt wurde. Die Rotenfels waren Ministeriale der Wilhering-Wachsenberger und waren rund 160 Jahre im Besitz der Burg. Nach Colo werden Marquart (1160), Leutold (1167), Heinricus (1206 und 1209), Hermann (1237) und Wernhart (1250) und weitere Herren von Rotenfels genannt. Nach dem Aussterben der Babenberger bemächtigten sich die Schaunberger, die mit den Griesbachern versippt waren, um 1246 der Herrschaft Waxenberg, und erst 1291 wurden sie von Herzog Albrecht gezwungen, diese wieder herauszugeben.
Um 1291 wurde die Burg Waxenberg nur fünf Kilometer entfernt von den Wilheringern errichtet. Um diese Zeit dürfte auch das Landgericht von Rotenfels auf das nunmehrige Landgericht Waxenberg übergegangen sein. Manche Historiker meinen, dass Rotenfels als Herrschaftssitz der Vorgänger von Waxenberg gewesen sei, daher der Name Alt-Waxenberg. Andere meinen, die Burg sei eine Flankensicherung für Waxenberg gewesen, wie etwa auch St. Veit.
Als weitere Besitzer werden Konrad (1297), der auch Abt in Wilhering war und ein Wernhart (1309–1328) genannt. Um 1356 wurde Alber der Rotenfelser als letzter Besitzer der Anlage erwähnt. Nach dessen Ableben verfiel die Burg.

Burgruine Rotenfels
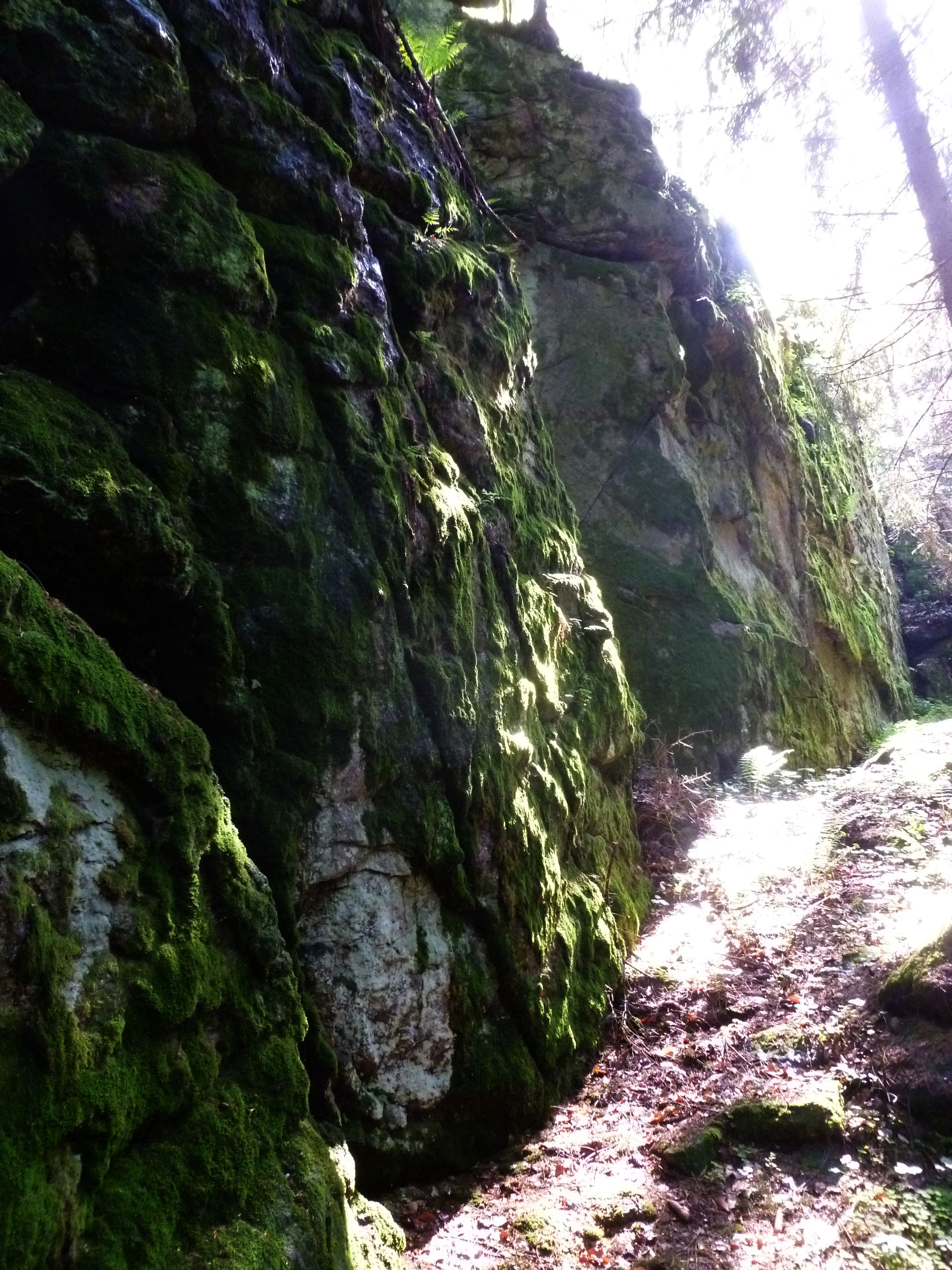
Burgruine Rotenfels: Felsmauer
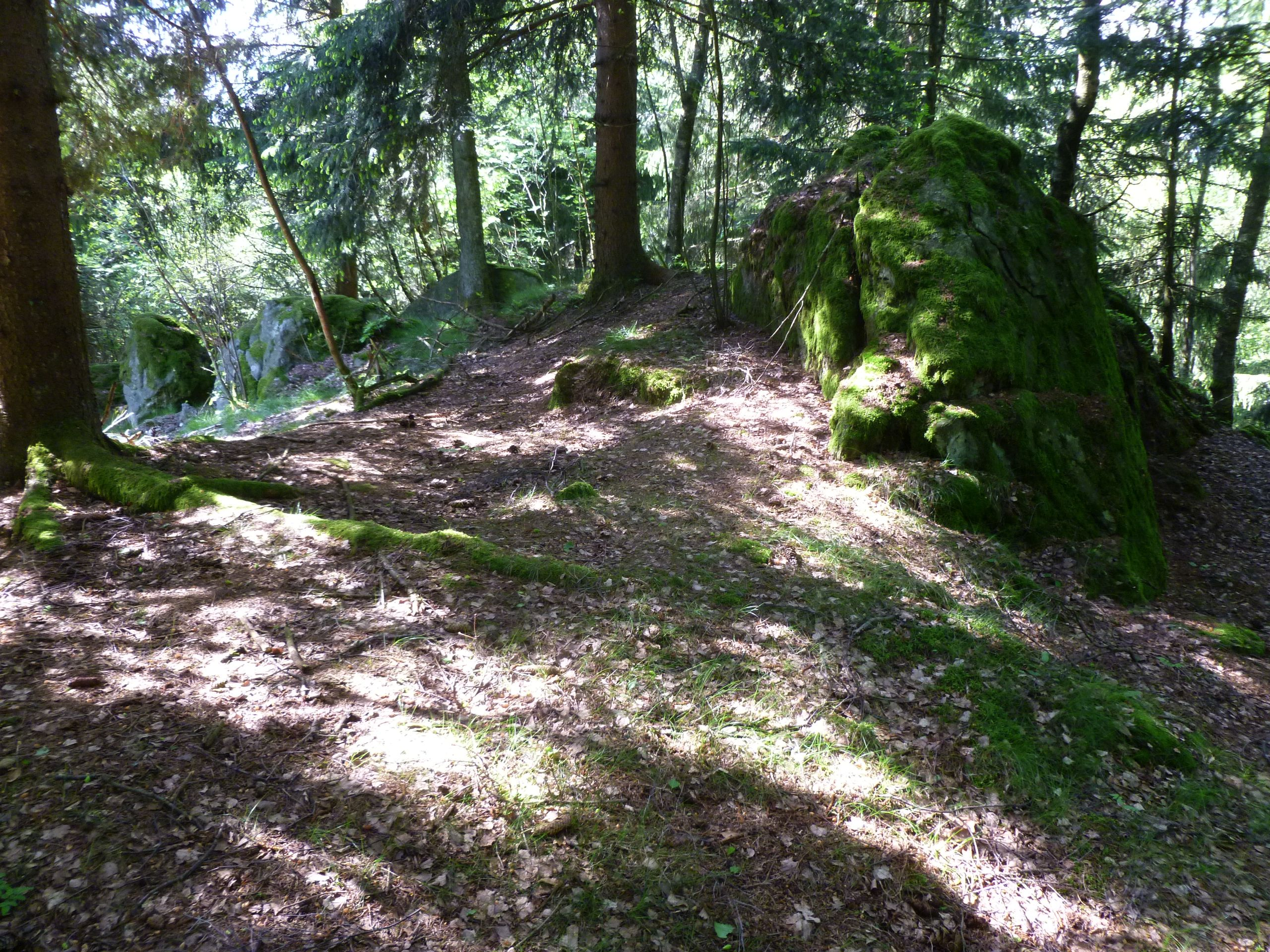
Burgruine Rotenfels: Burgplatz
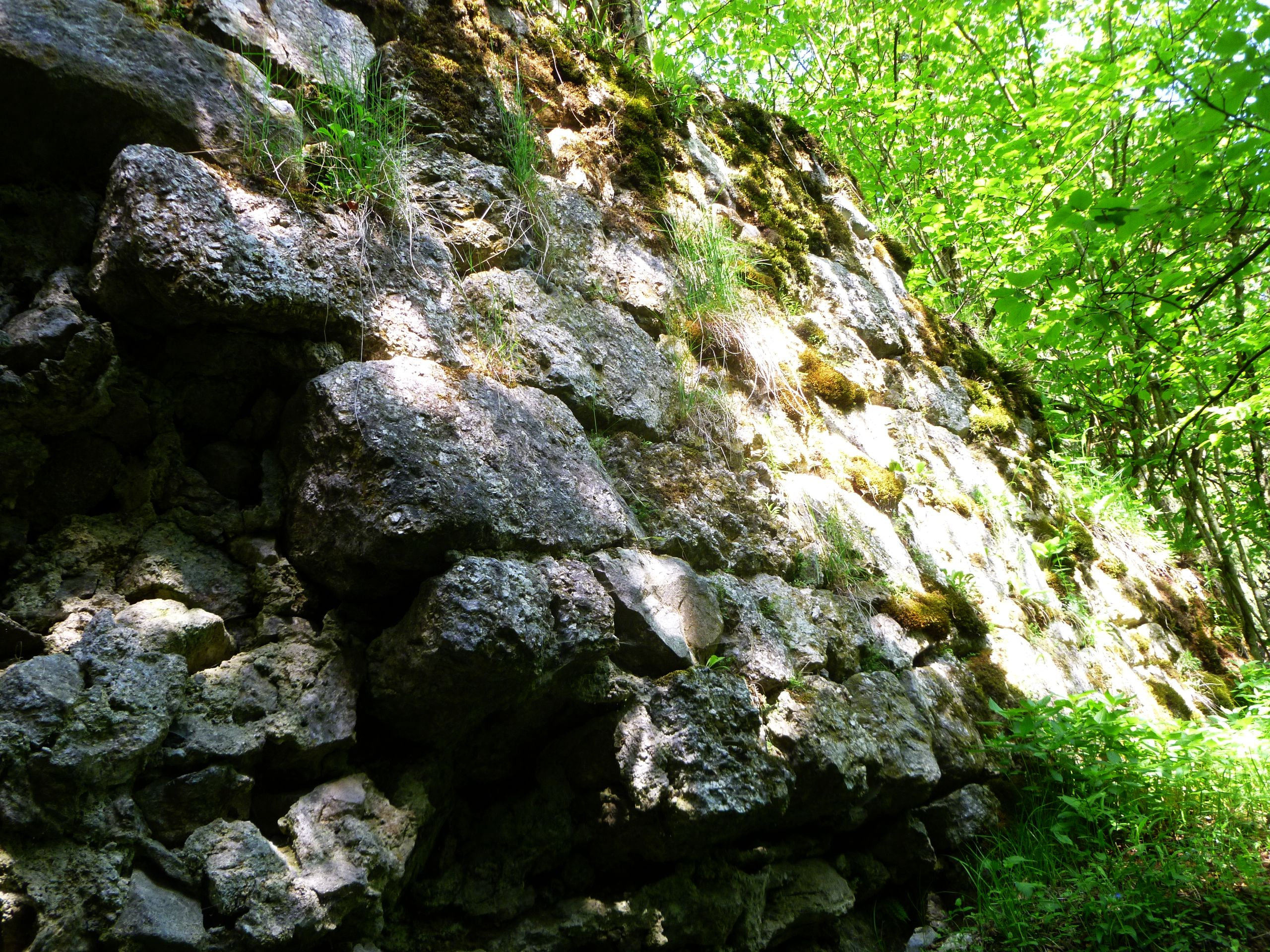
Burgruine Rotenfels: Mauerreste
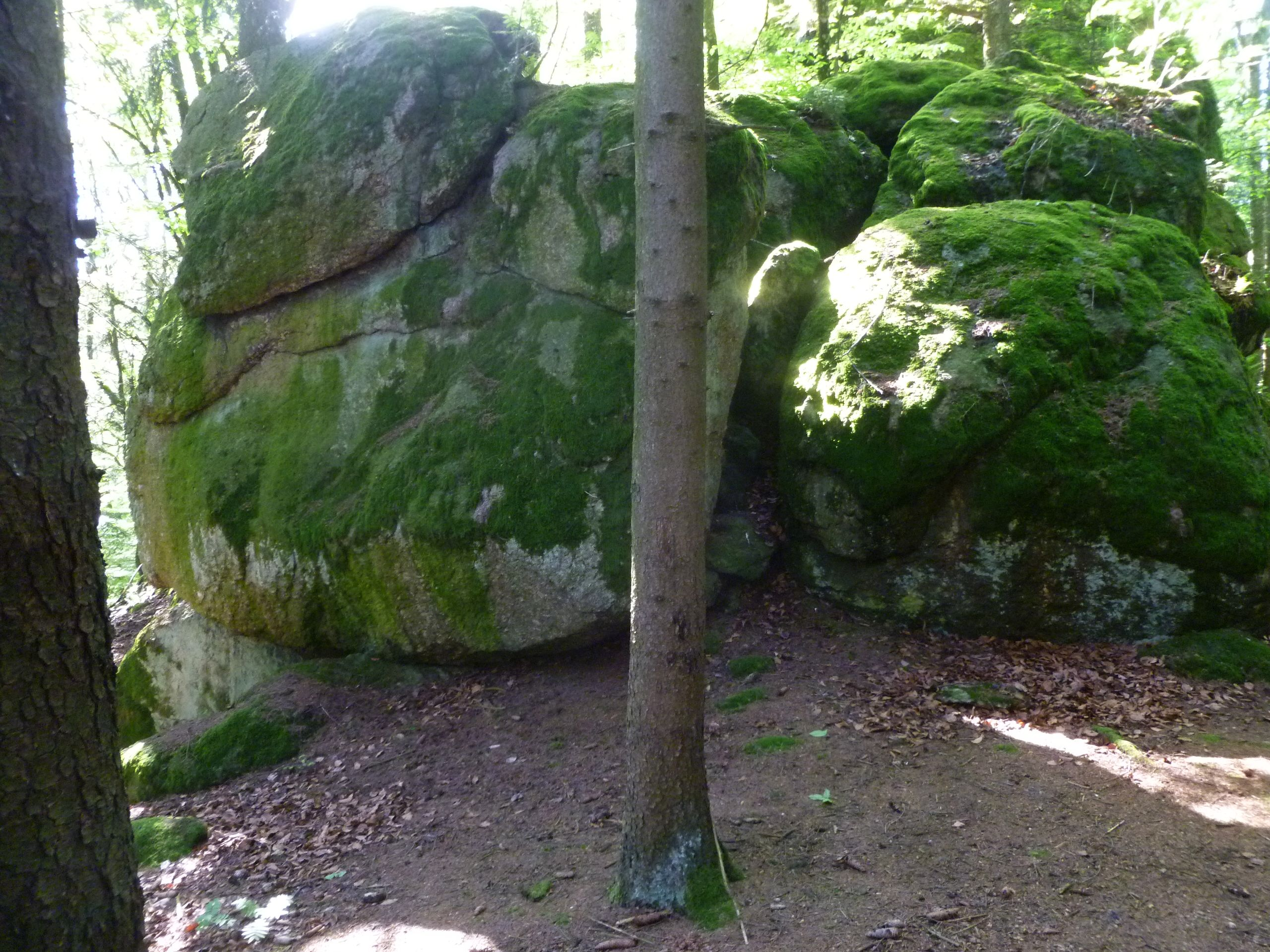
Burgruine Rotenfels: Granitblöcke

## Beschreibung
Die Burg lag auf einem Felskamm, der nach Norden und Süden steil abfällt. Nur von der Ostseite war die Burg zugänglich. Der Felskamm, der ursprünglich Burgholz (purkholtz) hieß, hat heute den Namen Buchholz. Nordseitig fällt die Wand steil ab, man könnte den Eindruck bekommen, dass diese Wand skarpiert wurde. 
Heute ist nur mehr Mauerwerk vorhanden, das eine Dicke von rund 2,5 m aufweist. Der Kern besteht aus Gussmauerwerk, an der Außenseite befinden sich sorgfältig behauene Quader, die mit einem sehr harten Mörtel verbunden waren. An der höchsten Stelle erreicht die Mauer heute mehr als acht Meter. Die Anlage war rund 86 Meter lang und bis zu acht Meter breit. Die Mauer ist romanischen Ursprungs. Auf dem Weg zu der Ruine lassen sich gewaltige Granitblöcke finden.